# Tutuilla
Tutuilla az Amerikai Egyesült Államok Oregon államának Umatilla megyéjében elhelyezkedő statisztikai település, a Pendleton–Hermiston mikrostatisztikai körzet része. A 2020. évi népszámláláskor 448 lakosa volt.

## Népesség
| Lakosok száma | 460  | 487  | 448  |
|               | 2000 | 2010 | 2020 |